# Goodbye Christopher Robin
Ne doit pas être confondu avec le film Jean-Christophe et Winnie (Christopher Robin en VO), de Marc Forster.
Pour plus de détails, voir Fiche technique et Distribution.
Goodbye Christopher Robin est un film biographique britanno-américain réalisé par Simon Curtis, sorti en 2017.
Il aborde la relation entre l'écrivain Alan Alexander Milne et son fils Christopher Robin, lui ayant inspiré les livres Winnie l'ourson (1926) et The House at Pooh Corner (1928), dans lesquels apparaît le personnage de Winnie l'ourson.

## Synopsis
Le film commence durant la Seconde Guerre mondiale, en 1941, quand Alan Alexander Milne — surnommé « Blue » par ses amis et sa famille — et sa femme, Daphne, reçoivent un télégramme chez eux. C'est à partir de ce moment que nous revenons quelques décennies en arrière, lorsque Blue est sur le front de la bataille de la Somme. Ensuite, nous reprenons avec sa vie en Angleterre lorsque sa femme accouche de leur enfant et qu’il a un flash-back des souffrances et traumatismes vécus à la guerre. Daphne espérait une fille, et fut déçue d'avoir à la place un fils, qu'ils nommèrent Christopher Robin Milne, dit « Billy », et engagèrent une nourrice, Olive, qui eut pour tâche principale d’élever l’enfant.
Blue a du mal à reprendre l’écriture — il veut rédiger un traité convaincant contre la guerre — et décide d’emménager avec sa famille à la campagne, dans une maison avec un domaine. Daphne supporte mal le déménagement, et finit par retourner à Londres pour une durée indéterminée. Olive prend congé pour s’occuper de sa mère mourante, Blue et Billy sont livrés à eux-mêmes pour un certain temps. Au début réticent, Blue accepte que Billy l’accompagne durant ses promenades dans les bois, et commence à inventer des histoires sur les aventures d’un petit garçon avec des animaux en peluche que ses parents lui ont achetés.
Blue invite son ami illustrateur, Ernest, à le rejoindre chez lui, et ensemble développent les livres Winnie l'ourson, lesquels deviennent d’immenses succès. Daphne revient à la maison pour aider à gérer leur nouvelle célébrité. En tant que "Christopher Robin", Billy doit faire de fréquentes apparitions publiques qu'il trouve confuses et frustrantes. Olive devient fiancée et démissionne, mais réprimande Blue et Daphne afin qu’ils laissent Billy tranquille. Blue se résout à arrêter d’écrire sur le petit garçon et ses amis imaginaires, et met fin aux activités publicitaires de Billy, l’inscrivant plutôt dans un pensionnat.
Mais, à l’école, « Christopher Robin » est martyrisé, et apparaît amer à l’égard de son père. Lorsque la Seconde Guerre mondiale éclate, Billy est initialement déclaré inapte pour le service militaire, mais il fait appel à son père haut-placé — bien qu'ayant été horrifié par la guerre et la prospection de son fils à expérimenter ce qu'il a lui-même vécu — afin qu’il lui obtienne le droit d’être enrôlé malgré tout. Billy part pour la France, se détournant de son père, et reniant les livres et l’argent que ces derniers lui ont apporté.
La scène d’ouverture recommence, cette fois en expliquant que Billy a été porté disparu, et qu’il était présumé mort, cette nouvelle fut annoncée à Olive. Cependant, Billy a survécu, et arrive à leur maison de campagne sans prévenir, menant à des retrouvailles difficiles, éplorées avec ses parents, et joyeuses avec sa mère de remplacement. Blue et Billy en quelque sorte se réconcilient, et marchent dans les bois comme lorsqu’ils étaient plus jeunes.

## Fiche technique
Sauf indication contraire, les informations mentionnées dans cette section peuvent être confirmées par les bases de données cinématographiques IMDb et Allociné,  présentes dans la section « Liens externes ».
- Titre original : Goodbye Christopher Robin
- Réalisation : Simon Curtis
- Scénario : Frank Cottrell-Boyce, Simon Vaughan
- Direction artistique : David Roger
- Décors : Claire Nia Richards
- Costumes : Odile Dicks-Mireaux
- Photographie : Ben Smithard
- Montage : Victoria Boydell
- Musique : Carter Burwell
- Production : Steve Christian et Damian Jones
  - Coproduction : Mark Hubbard
  - Production déléguée : Simon Vaughan
- Sociétés de production : DJ Films, Gasworks Media[1],[2]
- Société de distribution : Fox Searchlight Pictures
- Budget : ~ 3 millions USD[3]
- Pays de production :  Royaume-Uni et  États-Unis[4]
- Langue originale : anglais
- Format : couleur — 1,85:1 — son Dolby Digital
- Genre : drame biographique
- Durée : 107 minutes
- Dates de sortie :
  - Royaume-Uni : 20 septembre 2017 (première à Londres) ; 29 septembre 2017 (sortie nationale)
  - États-Unis : 13 octobre 2017
  - France : 6 avril 2018 (en vidéo à la demande) ; 9 mai 2018 (en DVD et en Blu-ray)[note 1]

## Distribution
- Domhnall Gleeson (VF : Jean-Pierre Michael) : Alan Alexander Milne
- Margot Robbie (VF : Caroline Mozzone) : Daphne Milne
- Kelly Macdonald (VF : Stéphanie Hédin) : Olive
- Alex Lawther (VF : Gabriel Bismuth-Bienaimé) : Christopher Robin Milne, adulte
- Will Tilston (VF : Aloïs Agaësse-Mahieu) : Christopher Robin Milne à 8 ans
- Phoebe Waller-Bridge (VF : Danièle Douet) : Mary Brown
- Stephen Campbell Moore (VF : Pierre Tessier) : Ernest Howard Shepard
- Geraldine Somerville : Lady O
- Honey Holmes : Angela Holmes, l'invitée de Lady O
- Richard McCabe (VF : Bruno Magne) : Rupert
- Simon Williams (VF : Michel Voletti) : le directeur du zoo
- Shaun Dingwall (en) (VF : Thibaut Lacour) : Alfred
- Vicki Pepperdine : Betty
- Nico Mirallegro : Cooper (non crédité)

Photos des acteurs principaux.
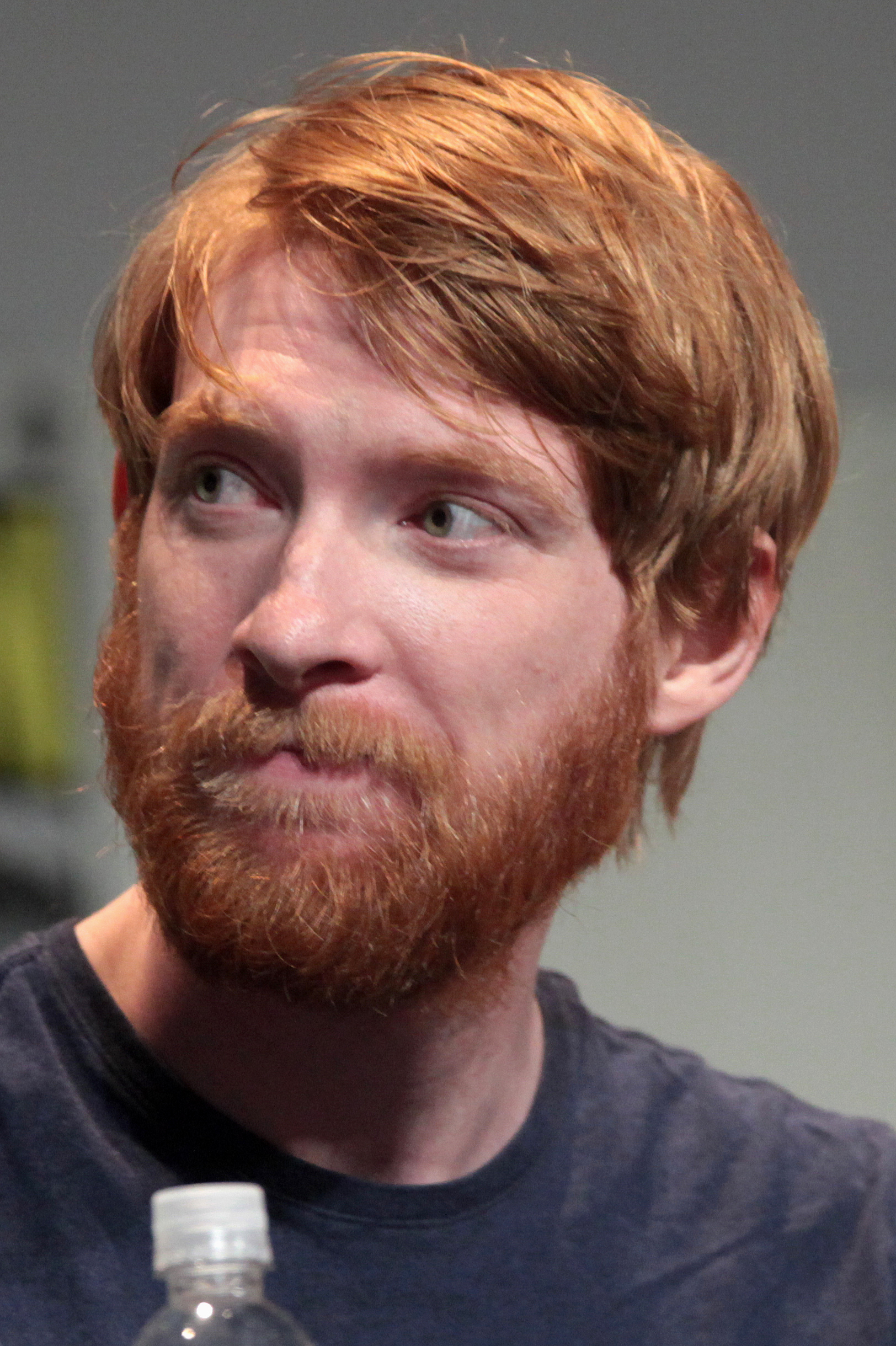
Domhnall Gleeson en 2015.
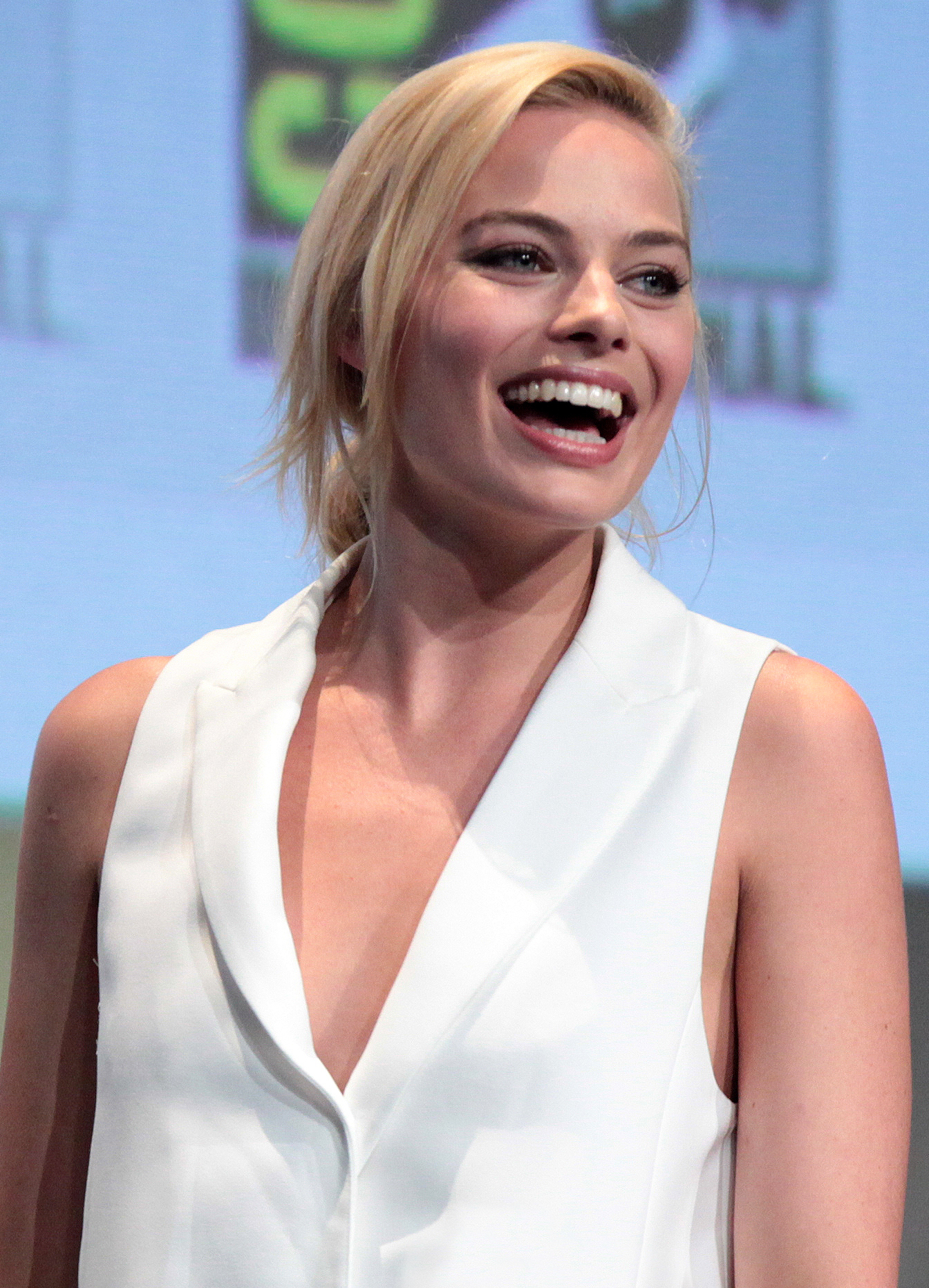
Margot Robbie en 2015.
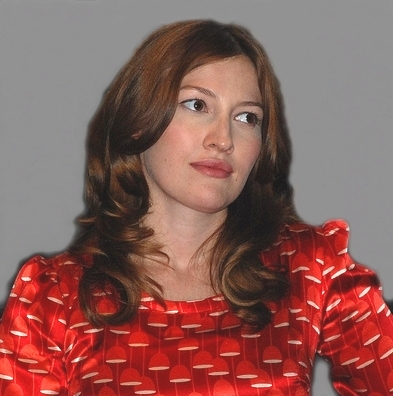
Kelly Macdonald en 2009.
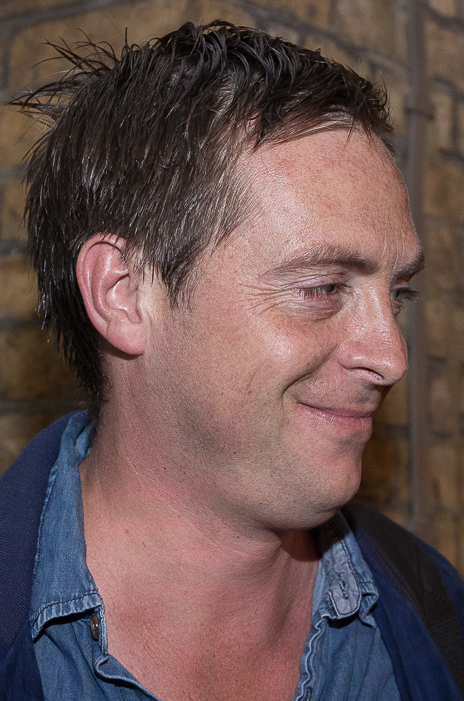
Stephen Campbell Moore en 2015.
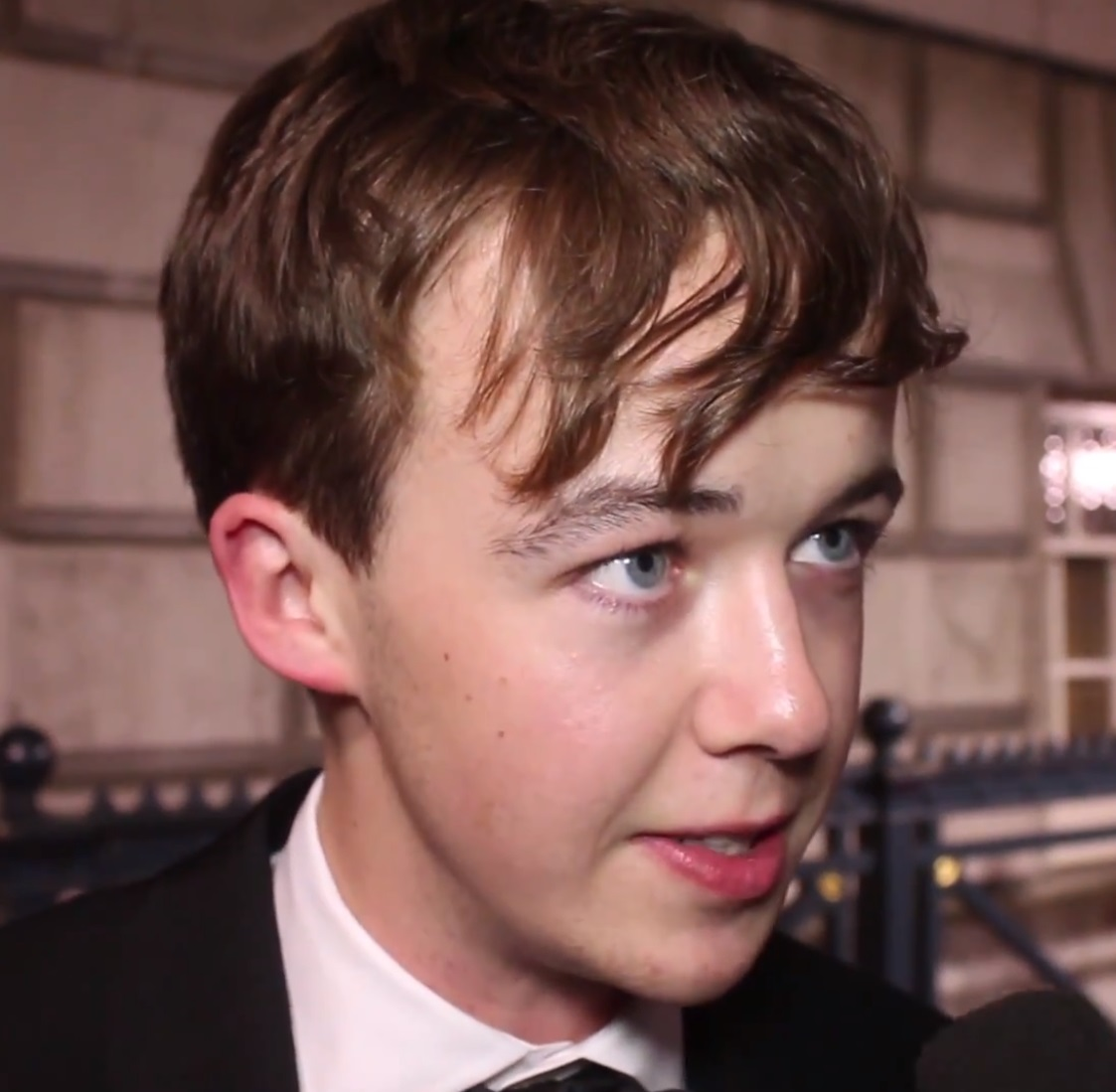
Alex Lawther en 2014.

Version française
- Société de doublage : Deluxe Media Paris
- Directeur artistique : Pauline Brunel

 Source et légende : version française (VF) sur RS Doublage et DVD Zone 2

## Production

### Développement
Le développement du projet commence au printemps 2010, avec Simon Vaughan, Nuala Barton, Rene Sheridan, Yan Fisher et Roger Corbi à la production et Nick Hurran à la réalisation. En 2013, les producteurs Damian Jones et Steve Christian rejoignent le projet ; Simon Vaughan écrit le scénario.
En avril 2016, Domhnall Gleeson négocie avec la production pour incarner le rôle de A. A. Milne,. Lui et Margot Robbie (Daphne), sont confirmés au casting en juin 2016. Plus tard dans le mois, Kelly Macdonald se joint à eux pour interpréter Olive, la nounou de Christopher Robin.

### Tournage
Le tournage a commencé en septembre 2016.

#### Lieux de tournage
- Oxfordshire[12]
- Surrey[12]
- Sussex de l'Est[12]
  - Fairwarp (en)[13]

- Londres[12]

### Musique
La bande originale du film est composée par Carter Burwell. Elle est proposée en téléchargement le 13 octobre 2017, puis au format CD le 27 octobre 2017.
| Liste des titres | Liste des titres                              | Liste des titres                      | Liste des titres | Liste des titres | Liste des titres | Liste des titres | Liste des titres | Liste des titres | Liste des titres |
| No               | Titre                                         | Artistes                              | Durée            |                  |                  |                  |                  |                  |                  |
| ---------------- | --------------------------------------------- | ------------------------------------- | ---------------- | ---------------- | ---------------- | ---------------- | ---------------- | ---------------- | ---------------- |
| 1.               | Tree of Memory                                | Carter Burwell                        | 4:02             |                  |                  |                  |                  |                  |                  |
| 2.               | Birth                                         | Carter Burwell                        | 1:24             |                  |                  |                  |                  |                  |                  |
| 3.               | First Night                                   | Carter Burwell                        | 2:09             |                  |                  |                  |                  |                  |                  |
| 4.               | Cotchford Farm                                | Carter Burwell                        | 1:55             |                  |                  |                  |                  |                  |                  |
| 5.               | The Object Of My Affection (version 78 tours) | Les Boswell Sisters avec Jimmie Grier | 3:22             |                  |                  |                  |                  |                  |                  |
| 6.               | Toys and Stars                                | Carter Burwell                        | 1:24             |                  |                  |                  |                  |                  |                  |
| 7.               | Into the Forest                               | Carter Burwell                        | 3:00             |                  |                  |                  |                  |                  |                  |
| 8.               | Bear Hunt                                     | Carter Burwell                        | 1:59             |                  |                  |                  |                  |                  |                  |
| 9.               | Goes to Town in a Golden Gown                 | Carter Burwell                        | 1:06             |                  |                  |                  |                  |                  |                  |
| 10.              | To the Zoo                                    | Carter Burwell                        | 1:56             |                  |                  |                  |                  |                  |                  |
| 11.              | Balloons                                      | Carter Burwell                        | 0:50             |                  |                  |                  |                  |                  |                  |
| 12.              | Snowfall, Snowrise                            | Carter Burwell                        | 2:25             |                  |                  |                  |                  |                  |                  |
| 13.              | A Man and His Dream                           | Al Bowlly                             | 3:21             |                  |                  |                  |                  |                  |                  |
| 14.              | Drawing Pooh                                  | Carter Burwell                        | 2:33             |                  |                  |                  |                  |                  |                  |
| 15.              | I'm Billy Moon, and I'll Be Back Soon         | Carter Burwell                        | 1:58             |                  |                  |                  |                  |                  |                  |
| 16.              | When We Were Young                            | Carter Burwell                        | 0:47             |                  |                  |                  |                  |                  |                  |
| 17.              | The People a Person Loves                     | Carter Burwell                        | 1:39             |                  |                  |                  |                  |                  |                  |
| 18.              | Fame                                          | Carter Burwell                        | 3:37             |                  |                  |                  |                  |                  |                  |
| 19.              | Tea with Christopher Robin                    | Carter Burwell                        | 3:24             |                  |                  |                  |                  |                  |                  |
| 20.              | Keep Your Memories                            | Carter Burwell                        | 3:27             |                  |                  |                  |                  |                  |                  |
| 21.              | Down the Stairs, Nobody Cares                 | Carter Burwell                        | 0:54             |                  |                  |                  |                  |                  |                  |

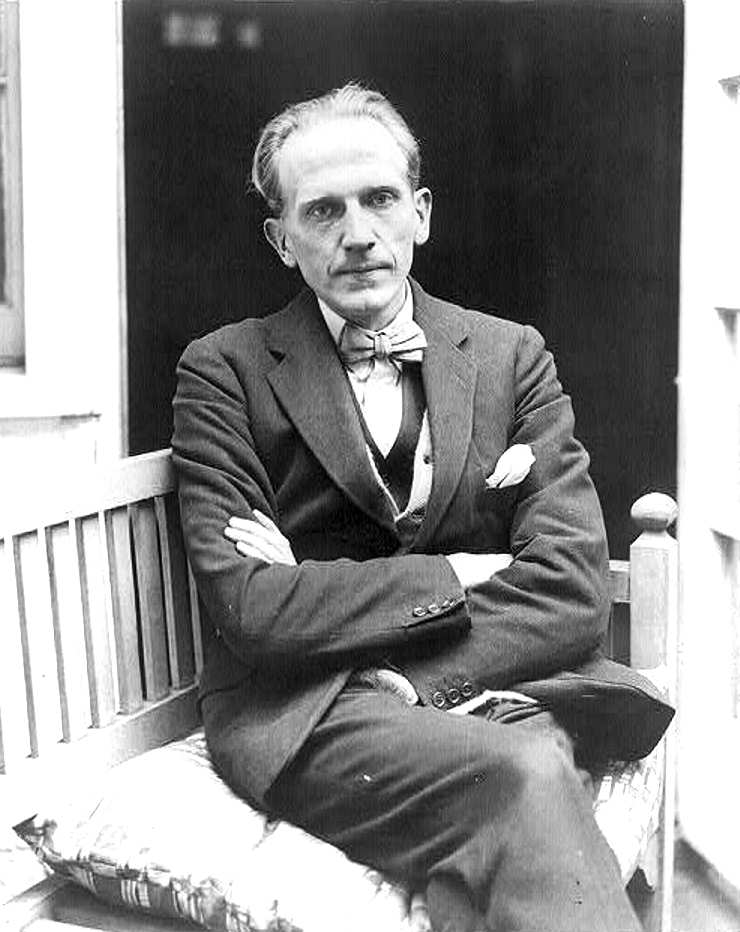
L'écrivain britannique A. A. Milne, créateur du personnage de Winnie l'ourson

| 22.              | Not Another Word                              | Carter Burwell                        | 1:31             |                  |                  |                  |                  |                  |                  |
| 23.              | Private Milne                                 | Carter Burwell                        | 1:19             |                  |                  |                  |                  |                  |                  |
| 24.              | Billy Leaves                                  | Carter Burwell                        | 5:35             |                  |                  |                  |                  |                  |                  |
| 25.              | Well, if It Isn't Billy Moon                  | Carter Burwell                        | 3:14             |                  |                  |                  |                  |                  |                  |
| 26.              | Home, I Should Think                          | Carter Burwell                        | 2:12             |                  |                  |                  |                  |                  |                  |
| 60:53            |                                               |                                       |                  |                  |                  |                  |                  |                  |                  |

## Accueil

### Promotion
La première affiche est diffusée le 6 juin 2017, et la première bande-annonce, le 16 juin 2017.

### Box-office
| Pays ou région | Box-office    | Date d'arrêt du box-office | Nombre de semaines |
| -------------- | ------------- | -------------------------- | ------------------ |
| États-Unis     | 1 735 251 USD | 21 décembre 2017           | 12                 |
| Royaume-Uni    | 3 838 424 USD | 17 décembre 2017           | 13                 |
| Total mondial  | 7 401 949 USD |                            |                    |

D'abord sorti au Royaume-Uni, Goodbye Christopher Robin parvient à prendre la quatrième place du box-office britannique avec 1 046 363 dollars de recettes engrangées sur une combinaison de 573 salles et une moyenne de 1 826 dollars par salles. Finalement, le long-métrage totalise 3 838 424 dollars en fin d'exploitation, soit 351 161 entrées.
L'impact du film en dehors du Royaume-Uni est assez limitée, rapportant plus de 1 730 000 dollars aux États-Unis et plus de 1 828 000 dollars à l'international dans d'autres pays, portant les recettes mondiales à 7 401 949 dollars.

### Réception critique
Goodbye Christopher Robin obtient un accueil modéré de la part de la presse, obtenant un taux d'approbation de 63% sur le site Rotten Tomatoes, pour 173 critiques collectées et une moyenne de 6,2/10. Dans son consensus, le site note que « Goodbye Christopher Robin a du mal à équilibrer la tension en temps de guerre et l'émerveillement enfantin, mais offre un aperçu précieux de l'obscurité qui accompagne la création d'un conte pour enfants classique ». Le site Metacritic, qui a recensé 28 critiques, lui attribue un score de 54/100, obtenant la mention « avis mitigé ».
Auprès du public, le long-métrage obtient un écho plus favorable avec un taux d'approbation de 71% sur Rotten Tomatoes, pour 7 046 votes et une moyenne de 3,7/5 et un score de 6,9/10 sur Metacritic pour 45 critiques collectées et une mention « avis généralement positifs ».